# Style Compagnie des Indes
 (janvier 2023).
Si vous disposez d'ouvrages ou d'articles de référence ou si vous connaissez des sites web de qualité traitant du thème abordé ici, merci de compléter l'article en donnant les références utiles à sa vérifiabilité et en les liant à la section « Notes et références ».
 (janvier 2023).
Le style Compagnie des Indes est un style d'architecture et d'ameublement rencontré dans les territoires autrefois contrôlés par la Compagnie française des Indes orientales, notamment à La Réunion, une île du sud-ouest de l'océan Indien mise en valeur par cette compagnie commerciale française. Il s'agit d'un mélange du style français et d'influences originaires des Indes orientales.